# William Dampier
William Dampier (batizado em 5 de setembro de 1651; morreu em março de 1715) foi um explorador, pirata, corsário, navegador e naturalista inglês que se tornou o primeiro inglês a explorar partes do que é hoje a Austrália, e a primeira pessoa a circunavegar o mundo três vezes. Ele também foi descrito como o primeiro historiador natural da Austrália, bem como um dos mais importantes exploradores britânicos do período entre Francis Drake (século 16) e James Cook (século 18), ele "ligou essas duas eras" com uma mistura de ousadia pirata da primeira e investigação científica da segunda. Suas expedições estavam entre as primeiras a identificar e nomear uma série de plantas, animais, alimentos e técnicas culinárias para um público europeu; estar entre os primeiros escritores ingleses a usar palavras como abacate e churrasco. Ao descrever a preparação de abacates, ele foi o primeiro europeu a descrever a fabricação de guacamole, nomeou a planta da fruta-pão, e fez documentação frequente do sabor de inúmeros alimentos estranhos ao paladar europeu, como flamingo e peixe-boi.
Depois de impressionar o Almirantado com seu livro A New Voyage Round the World, Dampier recebeu o comando de um navio da Marinha Real e fez importantes descobertas no oeste da Austrália, antes de ser levado à corte marcial por crueldade. Em uma viagem posterior, ele resgatou Alexander Selkirk, um ex-companheiro de tripulação que pode ter inspirado Robinson Crusoe de Daniel Defoe. Outros influenciados por Dampier incluem James Cook, Horatio Nelson, Charles Darwin e Alfred Russel Wallace.

## Livros
Abaixo está uma lista de livros escritos por William Dampier:
- A New Voyage Round the World (1697)
- Voyages and Descriptions (1699)
- A Voyage to New Holland (1703)
- A Supplement of the Voyage Round the World (1705)
- The Campeachy Voyages (1705)
- A Discourse of Winds (1705)
- A Continuation of a Voyage to New Holland (1709)